# Caraga (regio)
Caraga (ook wel Regio XIII) is een van de 17 regio's van de Filipijnen. Het regionale centrum is Butuan. Bij de laatste census in 2007 had de regio ruim 2293 duizend inwoners.

## Geografie

### Bestuurlijke indeling
Caraga is onderverdeeld in vijf provincies en één onafhankelijke stad.

#### Provincies
- Agusan del Norte
- Agusan del Sur
- Dinagat Islands
- Surigao del Norte
- Surigao del Sur

Deze provincies zijn weer onderverdeeld in twee steden en 70 gemeenten.

#### Stad
- Butuan

## Demografie
Caraga had bij de census van 2007 een inwoneraantal van 2.293.480 mensen. Dit zijn 198.113 mensen (9,5%) meer dan bij de vorige census van 2000. De gemiddelde jaarlijkse groei komt daarmee uit op 1,25%, hetgeen lager is dan het landelijk jaarlijks gemiddelde over deze periode (2,04%). Vergeleken met de census van 1995 is het aantal mensen met 350.793 (18,1%) toegenomen.

De bevolkingsdichtheid van Caraga was ten tijde van de laatste census, met 2.293.480 inwoners op 18847 km², 121,7 mensen per km².